# 에이드리언 마든
에이드리언 마든(Adrienne Marden, 1909년 9월 2일 ~ 1978년 11월 9일)은 미국의 배우이다.
클리블랜드에서 태어났으며 로스앤젤레스에서 사망하였다.

## 출연 작품
- 버드맨 오브 알카트라즈 (1962년)
- 위험한 횡단 (1953년)
- 슈퍼맨과 모울맨 (1951년)
- 포 더 러브 오브 메리 (1948년)

### 텔레비전
- 경찰 초년병 (1972년)
- 월튼네 사람들 (1972년)
- 아이언 사이드 (1967년)
- 추격 (1959년)
- 보난자 (1959년)
- 샤이안 (1955년)